# Tanaka Hideya
Hideya Tanaka (sinh ngày 25 tháng 6 năm 1986) là một cầu thủ bóng đá người Nhật Bản.

## Sự nghiệp câu lạc bộ
Hideya Tanaka đã từng chơi cho Albirex Niigata, Albirex Niigata Singapore, Kataller Toyama và Kamatamare Sanuki.